# Rebels on the Run
Rebels on the Run è il settimo album in studio del duo di musica country statunitense Montgomery Gentry, pubblicato nel 2011.

## Tracce
1. Damn Right I Am – 3:29 (Michael Dulaney, Neil Thrasher, Jimmy Yeary)
2. Ain't No Law Against That – 3:08 (Ira Dean, Eddie Montgomery, David Lee Murphy)
3. Damn Baby – 2:49 (Philip Douglas, Adam Fisher, Bernie Nelson)
4. Empty – 3:25 (Kevin Grantt, Joel Shewmake)
5. Where I Come From – 3:21 (Rodney Clawson, Dallas Davidson)
6. I Like Those People (featuring Charlie Daniels & Randy Owen) – 3:40 (Paul Overstreet, Shane Stevens, Matthew West)
7. Rebels on the Run – 4:06 (Tim James, Phil O'Donnell)
8. Simple Things – 2:56 (Troy Gentry, Wendell Mobley, Thrasher)
9. Missing You – 3:22 (Kelly Archer, Greg Bates, Justin Weaver)
10. So Called Life – 2:56 (Sean Patrick McGraw, Bruce Wallace)
11. Work Hard, Play Harder – 3:09 (Jim Collins, Gentry, Rivers Rutherford)